# Carabost Creek
Carabost Creek är ett vattendrag i Australien. Det ligger i delstaten New South Wales, i den sydöstra delen av landet, omkring 370 kilometer sydväst om delstatshuvudstaden Sydney.
Trakten runt Carabost Creek består till största delen av jordbruksmark. Runt Carabost Creek är det mycket glesbefolkat, med 3 invånare per kvadratkilometer. Genomsnittlig årsnederbörd är 1 009 millimeter. Den regnigaste månaden är mars, med i genomsnitt 129 mm nederbörd, och den torraste är oktober, med 57 mm nederbörd.